# Oecetis fuscata
Oecetis fuscata är en nattsländeart som beskrevs av Douglas E. Kimmins 1956. Oecetis fuscata ingår i släktet Oecetis och familjen långhornssländor. Inga underarter finns listade i Catalogue of Life.